# Anja Philip
Anja Philip (født 18. februar 1966) er formand for Forbrugerrådet Tænk. Desuden er hun projektchef, videnskabsjournalist, konsulent og foredragsholder.

## Uddannelse og karriere
Anja Philip er cand.scient. med speciale i cellebiologi. Sideløbende med studierne blev hun i 1987 involveret i det pilotprojekt, der ledte frem til åbningen af Experimentarium i 1991. Her arbejdede hun som pilotchef, projektleder og videnskabelig medarbejder indtil 1999.
Hun blev kendt gennem naturvidenskabsmagasinet Viden om på DR2, hvor hun var studievært og stedfortrædende redaktør fra 1999-2006.
Fra 2006-2012 var hun projektchef i Kræftens Bekæmpelse, hvor hun stod for strategien, implementering og udviklingen af Kræftens Bekæmpelses og TrygFondens Solkampagne til forebyggelse af hudkræft.
I marts 2012 blev det offentliggjort, at hun var valgt til posten som arbejdende bestyrelsesformand for Forbrugerrådet Tænk, og hun har besiddet posten lige siden.

## Andre aktiviteter
Philip varetager desuden en række tillidshverv. Fx sad hun fra 1994-2000 i bestyrelsen for foreningen Danske Videnskabsjournalister, de sidste 4 år som formand. Fra 2007 har hun været medlem af Experimentariums præsidium.
Fra 2013 har hun været medlem af Nationalbankens Repræsentantskab, Det økonomiske råd og Forbrugerklagenævnet og Københavns Universitets rådgivende udvalg på Institut for Fødevare- og Ressourceøkonomi.
Hun har udgivet den interaktive børnebog Se hvad du tror i 2003 og er medforfatter på en række videnskabelige artikler om danskere og soladfærd.

## Filmografi
- Viden om (1999-2006)
- Danske Vidundere (2005-2007)

## Eksterne links
- Anja Philip på Internet Movie Database (engelsk)

|  | Artiklen om Anja Philip kan blive bedre, hvis der indsættes et (bedre) billede Du kan hjælpe ved at afsøge Wikimedia Commons for et passende billede eller uploade et godt billede til Wikimedia Commons iht. de tilladte licenser og indsætte det i artiklen. |